# Макс, Мартин
Ма́ртин Макс (нем. Martin Max; 7 августа 1968, Тарновске-Гуры, Польша) — немецкий футболист, выступавший на позиции нападающего. В сезонах 1999/00 и 2001/02 становился лучшим бомбардиром Бундеслиги.

## Карьера игрока

### Клубная карьера
Мартин начинал свою карьеру в польском клубе «Родло Гурники» из города Бытом. Однако после переезда вместе со своей семьёй в Германию он стал выступать за «Блау-Вайсс Пост» из Реклингхаузена, позже — за «Реклингхаузен».
Первым профессиональным клубом Мартина стала «Боруссия» из Мёнхенгладбаха, за которую он выступал в течение шести лет. Дебютировал Макс за «Боруссию» в первом туре сезона 1989/90 в матче против «Кайзерслаутерна». В той встрече он вышел в стартовом составе и провёл на поле все 90 минут. Первые четыре встречи того сезона Мартин провёл в основе, после чего отправился на скамейку запасных. Всего за сезон он провёл 11 игр, несмотря на конкуренцию в составе с Игорем Белановым, Оливером Бирхоффом и Кристофом Будде.
В следующем сезоне Мартин отметился забитым мячом, который стал для него первым на профессиональном уровне. Это произошло в матче шестого тура против «Франкфурта». Всего в сезоне 1990/91 Мартин провёл 30 игр, в которых забил 7 мячей, став третьим бомбардиром команды.
Самого большого успеха вместе с «Боруссией» Мартин достиг в 1995 году, выиграв Кубок Германии. Однако в финальной встрече он не принял участия, поскольку потерял место в основном составе по ходу сезона, проиграв конкуренцию Мартину Далину и Хейко Херрлиху.
В связи со сложившимися обстоятельствами Макс решил поменять клуб. Летом 1995 года Мартин подписал контракт с «Шальке 04». В первые два сезона Макс являлся лучшим бомбардиром команды. Он выступал на острие атаки вместе с Юри Мюлдером. В составе «Шальке», он достиг главного успеха в карьере — выиграл Кубок УЕФА в 1997 году.
Следующие два года Макс провёл не столь успешно. В связи с этим в 1999 году он перешёл в «Мюнхен 1860». В новой команде он дважды стал лучшим бомбардиром чемпионата страны. Но в сезоне 2002/03 он уступил место основного форварда команды Беньямину Лауту, который был младше его на 13 лет. Из-за потери места в составе Мартин перешёл в «Ганзу». В ней он провёл один сезон, став лучшим бомбардиром команды. По окончании сезона 2003/04 он закончил карьеру.

### Сборная Германии
В связи с лидерством Мартина в списке бомбардиров Бундеслиги, средства массовой информации требовали его присутствия в главной команде страны. 17 апреля 2002 года Макс вышел на замену вместо Торстена Фрингса в матче против Аргентины и провёл на поле всего 8 минут. Однако, несмотря на дальнейшие успехи Мартина в чемпионате, тренер сборной Германии не включил его в заявку на чемпионат мира 2002. Футболисту предлагали выступить в составе сборной Германии на Чемпионате Европы 2004 года, но он отказался.

## Тренерская карьера
В ноябре 2007 года Мартин Макс вместе с Даниэлем Хоффманом приступил к тренерской работе в клубе «Графинг». В 2010 году он покинул клуб.

## Достижения

### Командные
«Боруссия» (Мёнхенгладбах):
- Обладатель Кубка Германии (1): 1994/95

 «Шальке 04»:
- Обладатель Кубка УЕФА (1): 1996/97

### Личные
- Лучший бомбардир чемпионата Германии (2): 1999/00, 2001/02